# Neohesperilla
Neohesperilla is een geslacht van vlinders van de familie dikkopjes (Hesperiidae), uit de onderfamilie Trapezitinae.

## Soorten
- N. croceus (Miskin, 1889)
- N. senta (Miskin, 1891)
- N. xanthomera (Meyrick & Lower, 1902)
- N. xiphiphora (Lower, 1911)